# Gelenklokomotive

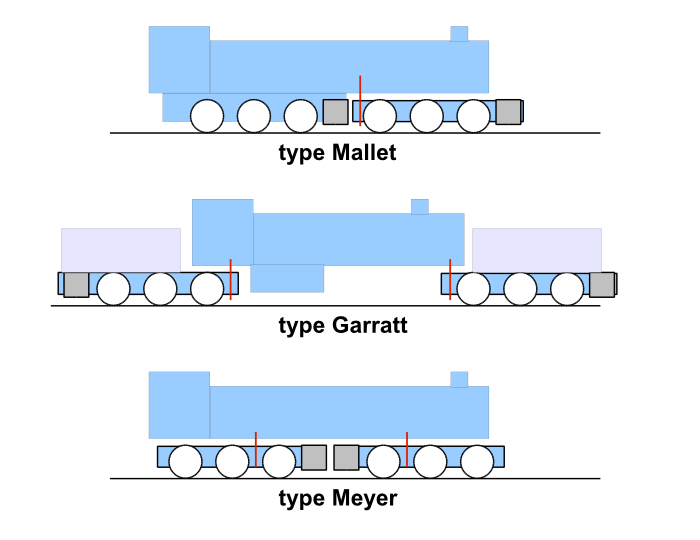
Drei Arten von Gelenklokomotiven mit der Achsfolge C’C’. Die Drehachsen sind rot dargestellt.

Eine Gelenklokomotive ist eine Dampflokomotive, bei der mindestens ein Triebwerk als Drehgestell ausgeführt ist. Später wurde der Begriff auch für Elektro- und Diesellokomotiven mit mehrteiligem Wagenkasten verwendet, deren Wagenkastenteile durch Gelenke miteinander verbunden sind.

## Dampflokomotiven
Gelenklokomotiven wurden wegen ihrer guten Kurvengängigkeit häufig bei Schmalspur-, Feld- und Waldbahnen eingesetzt. Bei höheren Geschwindigkeiten neigten sie jedoch zu einem unruhigen Lauf. In den USA wurde eine der größten jemals gebauten Dampflokomotiven, die Big Boy, als Gelenklokomotive gebaut. Ein Nachteil der Gelenklokomotiven war die störanfällige Abdichtung der beweglichen Dampfleitungen. Dies ist auch der wesentliche Unterschied zu Stütztenderlokomotiven und Getriebelokomotiven. Dort sind keine beweglichen Dampfleitungen notwendig, da alle Zylinder fest im Rahmen verbaut sind.
Die aus Anlass des Semmering-Wettbewerbes 1851 gebauten Lokomotiven SERAING und NEUSTADT zählen mit zu den frühesten Vertretern dieser Lokomotivgattung. Bekannte Bauarten sind die Bauarten Mallet, Garratt, Meyer, Fairlie und Single Fairlie.

## Elektrolokomotiven
Bei den ersten Elektrolokomotiven wurden häufig Konzepte mit mehreren miteinander verbundenen Triebdrehgestellen verwendet. Bei den Krokodil-Lokomotiven ruht auf zwei über eine Kurzkupplung verbundenen Drehgestellen mit langen, niedrigen Aufbauten ein kurzer Lokkasten, der keine Zugkräfte überträgt. Nach dem gleichen Prinzip waren die Lokomotiven der DR-Baureihe E 94 oder die in den USA entwickelten EP-2 der Milwaukee Road aufgebaut.
Bei anderen Bauarten ruhen die beiden Wagenkastenhälften auf drei Drehgestellen, wobei das mittlere Drehgestell als Jakobs-Drehgestell ausgeführt ist. Diese Konstruktion wurde in Neuseeland für die EW-Klasse und in Italien bei den E.636, E.645, E.646 und E.656 verwendet. Die Ge 6/6 II der RhB und die beiden Re 6/6-Prototypen der SBB mit geteiltem Wagenkasten unterscheiden sich von diesen Bauarten, da ihr Gelenk zwischen den beiden Wagenkastenteilen nur Bewegungen um die Querachse zulässt.

Nicht zu verwechseln mit Gelenklokomotiven sind Doppellokomotiven, die aus zwei gekuppelten Lokomotiven mit eigenem Wagenkasten bestehen.

Krokodil-Lokomotive SBB Ce 6/8 II
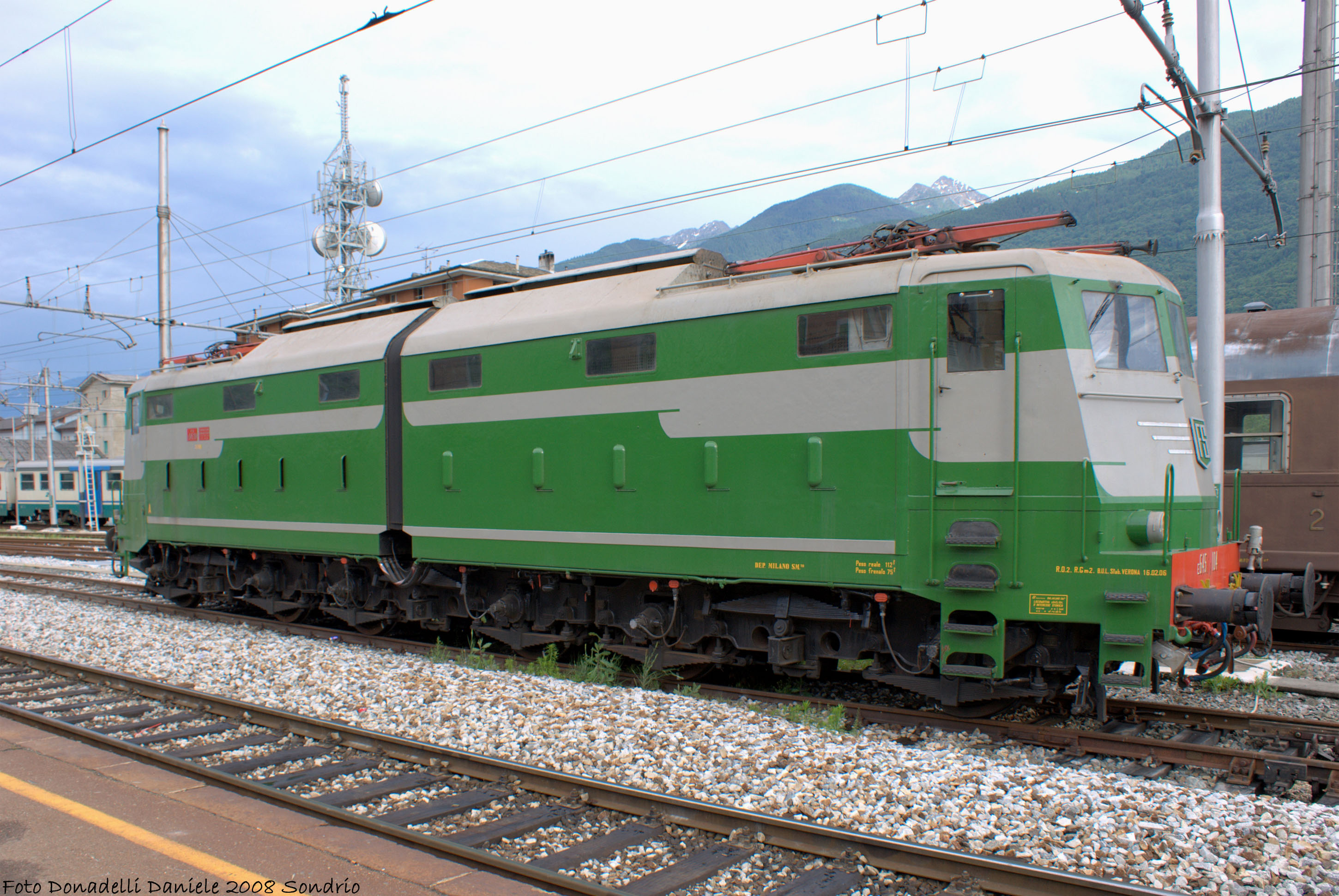
Lokomotive mit zwei Wagenkastenhälften auf drei Drehgestellen  (FS E.645)
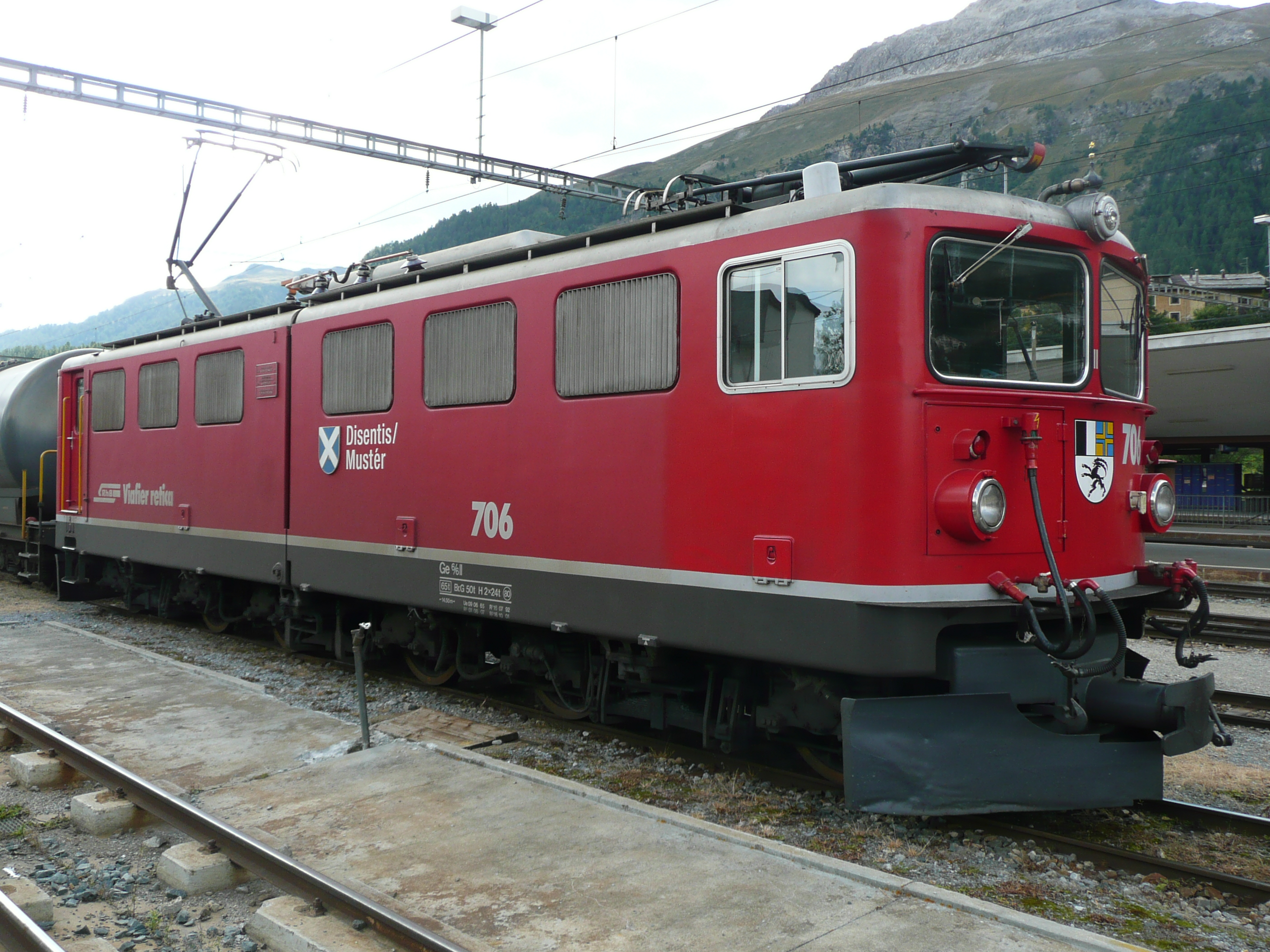
RhB Ge 6/6 II mit Kastengelenk in der Querachse
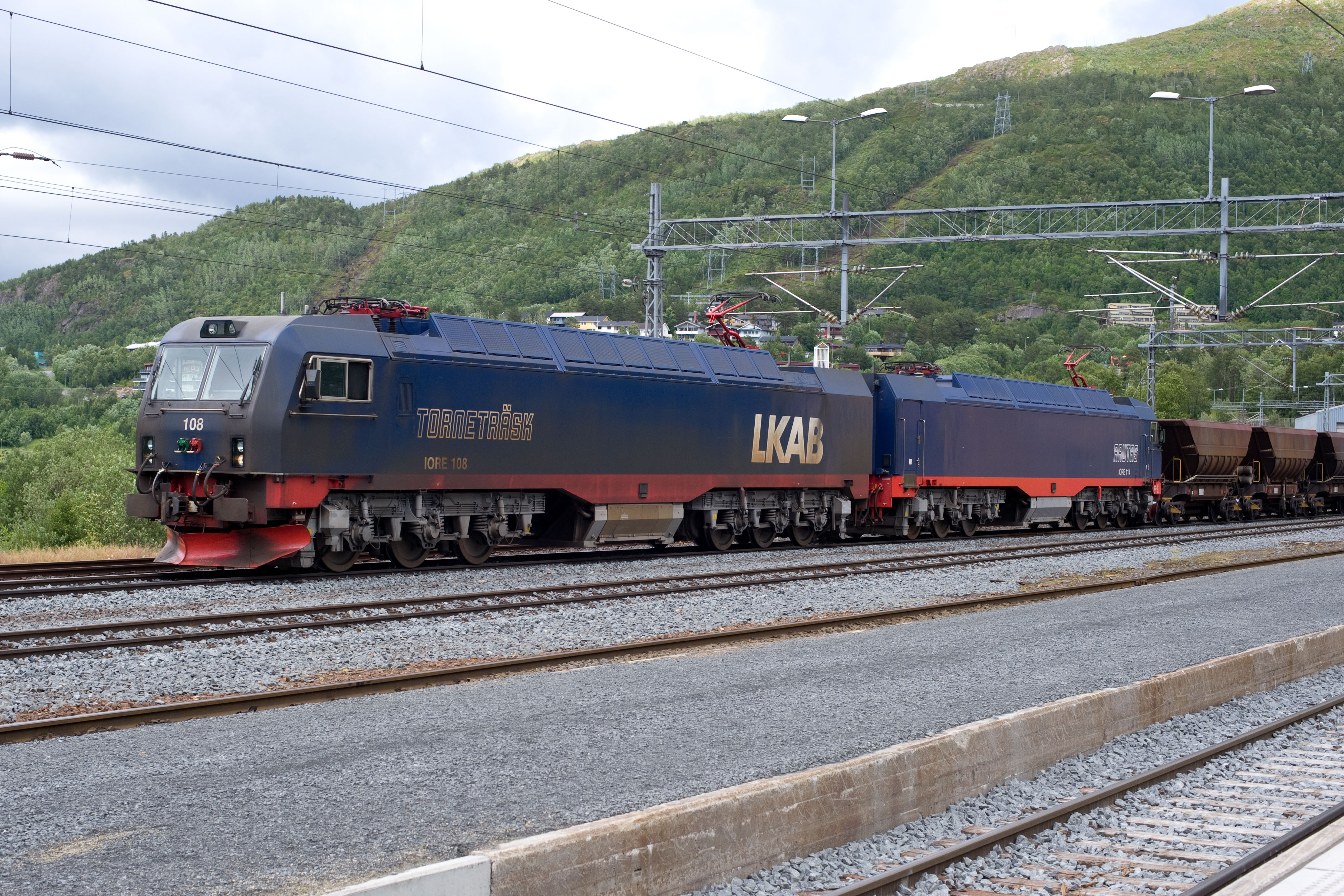
Doppellokomotive MTAB IORE